# Zygfryd Blaut
Zygfryd Ewald Blaut (ur. 2 marca 1943 w Gogolinie, zm. 21 kwietnia 2005 w Opolu) – polski piłkarz, dwukrotny mistrz Polski w barwach Legii Warszawa, reprezentant Polski (w jednym meczu), trener; młodszy brat Bernarda, również piłkarza.

## Życiorys
Z zawodu ślusarz i instruktor piłki nożnej. Występował na boisku na pozycji obrońcy (stopera). Bronił barw kolejno Budowlanych Gogolin (1957–1959), Odry Opole (1959–1963), Śląska Wrocław (1963–1964), ponownie Odry (1964), ponownie Śląska (1965–1968), Legii Warszawa (1968–1974) i Polonii Warszawa (1974). Jako zawodnik Odry, Śląska i Legii występował w polskiej ekstraklasie, osiągając największe sukcesy z Legią – 1969 i 1970 mistrzostwo Polski, 1973 Puchar Polski. Jego karierę ograniczyła poważna kontuzja ścięgna Achillesa, odniesiona podczas sportowej wyprawy Legii do Hiszpanii i Ameryki Południowej (1971/1972).
Jako piłkarz nosił boiskowe przydomki „Malina” i „Drops”. O jego roli w Legii – pierwszego rezerwowego obrońcy – napisano: „Gracz o nieprawdopodobnej intuicji. Jako stoper umiał się ustawić tak, że większość piłek kierowanych na pole karne trafiała do niego. Kiedy któryś z obrońców podstawowego składu nie mógł grać, wchodził Zyga i nikt nie mógł powiedzieć, że Legia była osłabiona.”.
Po zakończeniu kariery piłkarskiej był m.in. trenerem Odry Opole. Zmarł w wieku 62 lat na zapalenie płuc, do końca życia będąc szkoleniowcem drużyny z Opola.

## Reprezentacja Polski
Jedyny występ w reprezentacji Polski zaliczył 22 lipca 1970 w Szczecinie, w meczu z Irakiem.
| l.p. | Data          | Miejsce  | Przeciwnik | Rezultat | Rozgrywki  | Grał | Uwagi |
| ---- | ------------- | -------- | ---------- | -------- | ---------- | ---- | ----- |
| 1.   | 22 lipca 1970 | Szczecin | Irak       | 2-0      | towarzyski | 90'  |       |

## Sukcesy
Legia Warszawa:
- Mistrz Polski: 1969, 1970
- Puchar Polski: 1973